# ガイ・マディソン
ガイ・マディソン（Guy Madison,  1922年1月19日 - 1996年2月6日）は、アメリカ合衆国の俳優である。

## 来歴
1922年、カリフォルニア州のパンプキンセンターに生まれる。地元カリフォルニア州の学校を卒業後は電話線の修理工を経て、第二次世界大戦が始まるとアメリカ海軍へ従軍。海軍を退役後の1944年、ハリウッドを訪れていた際に映画プロデューサーのデヴィッド・O・セルズニックにその容姿を見出されたことがきっかけで、同年『君去りし後』で映画デビュー。その作品への出演がきっかけで、制作したスタジオにファンレターが殺到。しかしその後、マディソンは再び兵役に復帰し、一旦映画業界から離れた。再度退役後は、セルズニックの計らいでRKOピクチャーズと契約し、再び映画業界へ復帰している。それ以来、同スタジオの作品に出演した後は、様々な作品へ出演し、俳優としての地位を確固たるものにした。1960年代にはアメリカのみならずヨーロッパ映画へも数多く出演した。

### 死去
1996年2月6日、カリフォルニア州の病院で慢性閉塞性肺疾患のため死去。74歳だった。

## 出演作品

### 映画
- 君去りし後 Since You Went Away (1944)
- 時の終りまで Till the End of Time (1946)
- ハネムーン Honeymoon (1947)
- Texas, Brooklyn & Heaven (1948)
- 虐殺の河 Massacre River (1949)
- 南部に轟く太鼓 Drums in the Deep South (1951)
- 赤い雪 Red Snow (1952)
- フェザー河の襲撃 The Charge at Feather River (1953)
- コマンド The Command (1954)
- 5 Against the House (1955)
- シャロン砦 The Last Frontier (1955)
- 宇宙への挑戦 On the Threshold of Space (1956)
- 激情の女 Hilda Crane (1956)
- 原始怪獣ドラゴドン The Beast of Hollow Mountain (1956)
- Reprisal! (1956)
- The Hard Man (1957)
- 西部を股にかける女 Bullwhip (1958)
- スカイジャック Jet Over the Atlantic (1959)
- La schiava di Roma (1961)
- ビザンチン大襲撃 Rosmunda e Alboino (1961)
- Le prigioniere dell'isola del diavolo (1962)
- Il boia di Venezia (1963)
- アパッチ Old Shatterhand (1964)
- Sandokan alla riscossa (1964)
- Sandokan contro il leopardo di Sarawak (1964)
- Desafío en Río Bravo (1964)
- I misteri della giungla nera (1964)
- Il vendicatore mascherato (1964)
- L'avventuriero della Tortuga (1965)
- Das Vermächtnis des Inka (1965)
- 五匹の用心棒 I 5 della vendetta (1966)
- LSD - Inferno per pochi dollari (1967)
- 荒野のお尋ね者 7 winchester per un massacro (1967)
- Il figlio di Django (1967)
- Devilman Story (1967)
- Bang Bang Kid (1967)
- L'invincibile Superman (1968)
- I lunghi giorni dell'odio (1968)
- 地獄のノルマンディ Testa di sbarco per otto implacabili (1968)
- 激突！タイガー重戦車／最後の砲火 La battaglia dell'ultimo panzer (1969)
- Un posto all'inferno (1969)
- ヘル・コマンドー7 Comando al infierno (1969)
- 特攻ファイター！MT要塞 I diavoli della guerra (1969)
- Reverendo Colt (1970)
- The Pacific Connection (1974)
- Il baco da seta (1974)
- 名犬ウォン・トン・トン Won Ton Ton: The Dog Who Saved Hollywood (1976)
- Where's Willie? (1978)
- The Hughes Mystery (1979)
- 赤い河 Red River (1988) ※テレビ映画

### テレビドラマ
- Adventures of Wild Bill Hickok (1951 - 1958)
- フォード・テレビジョン・シアター The Ford Television Theatre (1955, 1956)
- 幌馬車隊 Wagon Train (1957)
- ジェネラル・エレクトリック・シアター General Electric Theater (1958)
- 拳銃街道 Death Valley Days (1960)
- 刑事物語 The Smith Family (1972)
- ファンタジー・アイランド Fantasy Island (1979)
- Crossbow (1987, 1988)